# Pedro Nolasco León
Pedro Nolasco León Toro (Villa de Renca, c. 1780-Santiago de Chile, 6 de enero de 1849) fue un comerciante y político chileno. Fue dueño de numerosos terrenos en la zona norte de Santiago, en el sector de La Chimba y el Llano de Santo Domingo.

## Primeros años de vida
Pedro Nolasco León Toro nació en La Renca a finales del siglo XVIII, durante los últimos años del Reino de Chile. Fue hijo de Santos León Díaz, que fue enterrado en Renca el 26 de junio de 1818 sin tener de qué testar, y Dolores Toro.

### Matrimonio y descendencia
Casó en la parroquia de San Lázaro el 22 de mayo de 1822 con Juana Fuentes Riveros, con quien tuvo numerosos hijos, entre ellos José Ramón León Fuentes, quien fue padre de Ramón León Luco. Es también abuelo y bisabuelo de los diputados Samuel León Silva y Carlos León Palma y tatarabuelo del ministro de Estado Hugo León Puelma.

## Vida pública
En 1832, León era subastador del ramo de alcabalas de Santiago. Fue propietario de terrenos de la actual Recoleta, de los cuales vendió una parte al Estado para la instalación de los hospitales al norte de la ciudad. Falleció en Santiago el 6 de enero de 1849 y fue enterrado en el Cementerio General, habiendo dado poder para testar a su hijo Emigidio. Una calle en Recoleta llevó su apellido, hasta que por una mala interpretación fue renombrada calle Puma.
En 1823 León adquirió junto a Enrique Campino unos terrenos en el llano de Montserrat, propiedad de frailes dominicos quienes los vendieron ante una inminente confiscación por parte del gobierno de Ramón Freire, que incluían dentro de sus límites el Cerro Blanco, el Cerro San Cristóbal y dos molinos. En estos terrenos sería donde en 1834 se levantaría la nueva construcción de la Iglesia La Viñita, al pie del Cerro Blanco, en una hijuela donada por León «para que el Santuario Sagrado de la Virgen estuviera siempre al pie de su cerro, ya que no era posible edificar la capilla en la cumbre», según sus propias palabras. En 1830 León formó una compañía dedicada al cobro de impuestos y en 1832 fue subastador del ramo de alcabalas de Santiago. Vendió al fisco los terrenos donde se construyeron los hospitales al norte del Río Mapocho, e igualmente inició la urbanización de la actual Recoleta con la venta de sitios para la construcción de casas.

### Actuación política
En el periodo 1831-1833 León ejerció como diputado en la Asamblea Provincial de Santiago. En 1829 había suscrito una declaración en contra del entonces vicepresidente Francisco Ramón Vicuña Larraín, encargado interino del país.